# Mosteiro Chi Lin

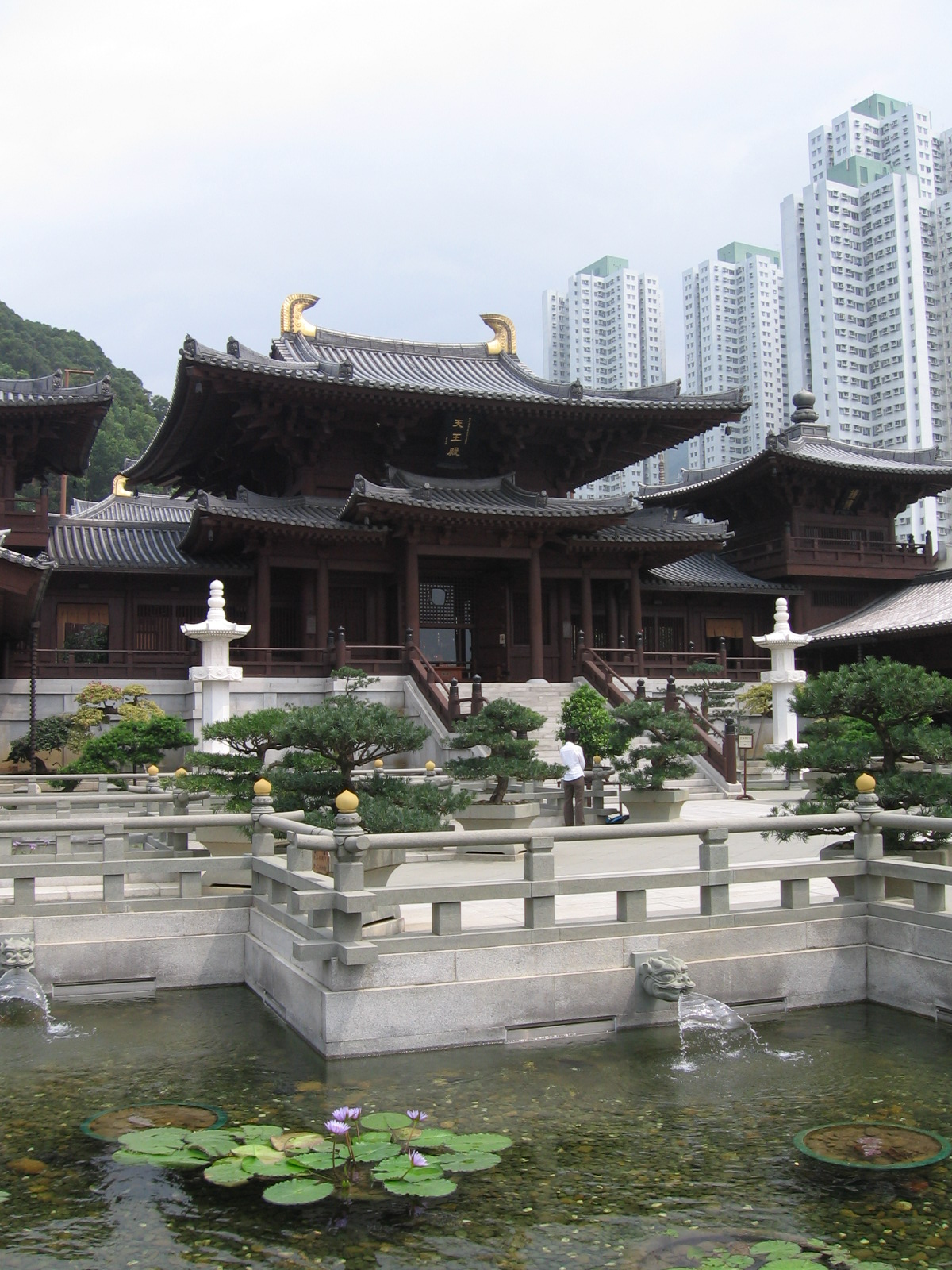
Chi Lin Nunnery

 O Convento Chi Lin (chinês tradicional: 志蓮淨苑) é um grande complexo de templos budistas localizado em Diamond Hill, Kowloon, Hong Kong. Abrangendo um espaço de mais de 33.000 metros quadrados, o complexo do templo inclui um convento, salões templos, jardins chineses, albergues para visitantes e um restaurante vegetariano. As salas do templo possuem estátuas do Buda Sakyamuni, a deusa da misericórdia de Kuan Yin e outros bodisatvas. Estas estátuas são feitas de ouro, argila, madeira e pedra.    
O Convento Chi Lin foi fundado em 1934, mas foi reconstruído em 1990 seguindo o estilo tradicional da arguitetura chinesa da dinastia Tang. Os edifícios atuais são construções de madeira, construídos sem a utilização de quaisquer pregos ou ferro. Esta construção é baseada nas tradicionais técnicas arquitetônicas chinesas que datam da dinastia Tang, usando sistemas de junção especiais cortados na própria madeira para segurá-los no lugar. Durante a modernização de Hong Kong, os edifícios do convento foram os únicos edifícios construídos neste estilo.  
As salas do templo e do jardim chinês em frente ao convento são abertos diariamente e gratuitamente ao público. 
Como resultado do novo projeto de iluminação, pequenos holofotes foram instalados no térreo e no telhado, enquanto as escadas inferiores da entrada foram iluminadas por faixas de LED posicionadas no corrimão. 